# László Széchy
László Széchy   (Arad, 18 de novembre de 1891 - Budapest, 9 de desembre de 1963) va ser un tirador d'esgrima hongarès, especialista en sabre, que va competir durant la dècada de 1920.
El 1924 va prendre part en els Jocs Olímpics de París, on guanyà la medalla de plata en la competició de sabre per equips del programa d'esgrima.